# Cammino di Guglielmo
Il cammino di Guglielmo, conosciuto anche come cammino di Guglielmo da Vercelli, è un pellegrinaggio che parte dal Santuario di Montevergine, presso Mercogliano, e ha come destinazione la Basilica del Santo Sepolcro di Barletta.

## Percorso

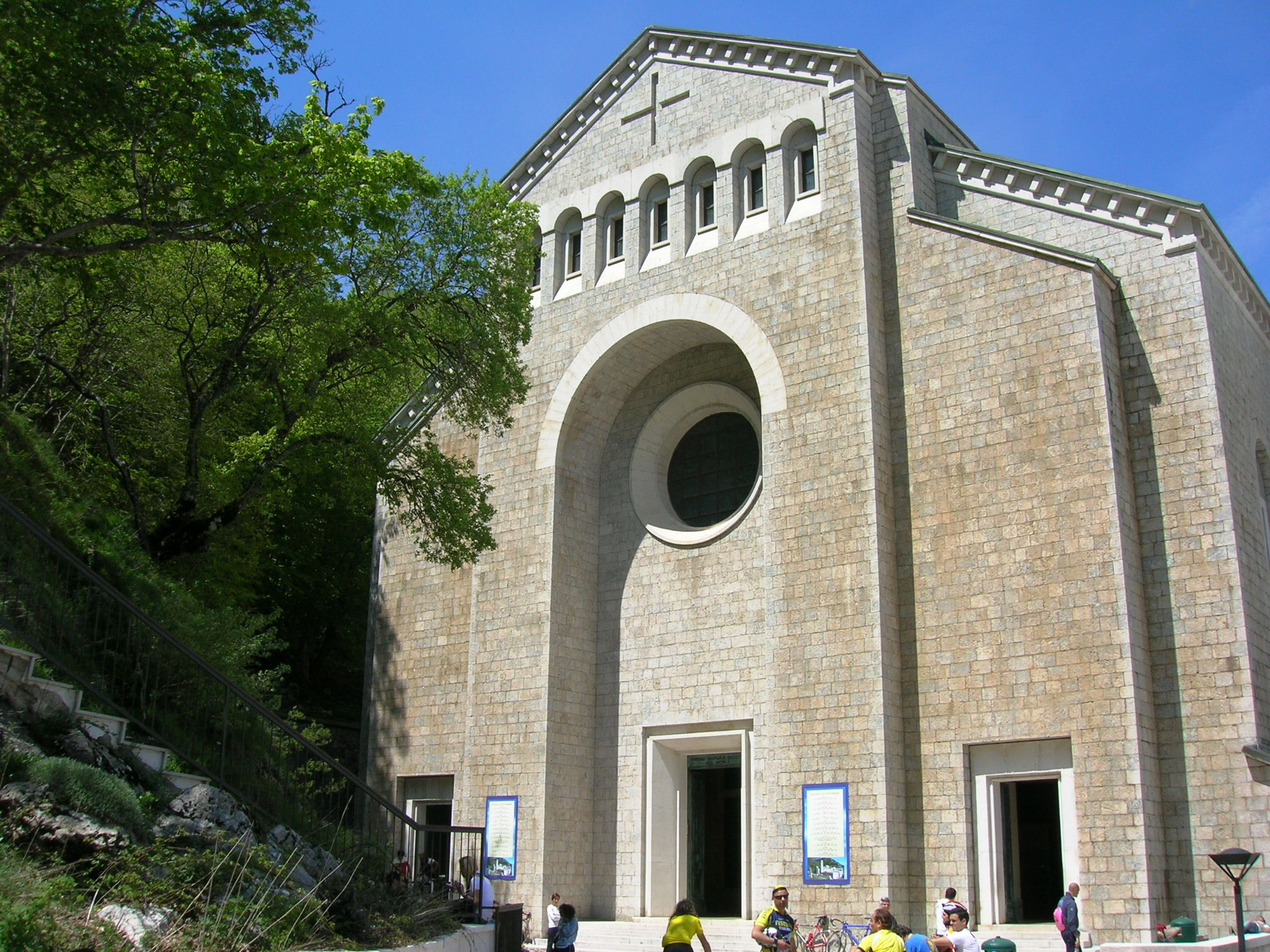
Santuario di Montevergine, luogo di partenza

Il percorso, di circa 320 km, si snoda in 15 tappe:
- Tappa N° 1: Santuario di Montevergine->Tufo
- Tappa N° 2: Tufo->Chiusano di San Domenico
- Tappa N° 3 Chiusano di San Domenico->Cassano Irpino
- Tappa N° 4: Cassano Irpino->Lago Laceno
- Tappa N° 5: Lago Laceno->Abbazia del Goleto
- Tappa N° 6: Abbazia del Goleto->Santuario San Gerardo
- Tappa N° 7: Santuario San Gerardo->Sant'Andrea di Conza
- Tappa N° 8: Sant'Andrea di Conza->Rapone
- Tappa N° 9: Rapone->Pierno, San Fele
- Tappa N° 10: Pierno, San Fele->Laghi di Monticchio
- Tappa N° 11: Laghi di Monticchio->Melfi
- Tappa N° 12: Melfi a Venosa
- Tappa N° 13: Venosa a Minervino Murge
- Tappa N° 14: Minervino Murge a Canosa di Puglia
- Tappa N° 15: Canosa di Puglia a Barletta